# 1332 Marconia
1332 Marconia este un asteroid din centura principală, descoperit pe 9 ianuarie 1934, de Luigi Volta.